# El Llano, Elías Piña
El Llano (sl. Ravan) je mesto v provinci Elías Piña v Dominikanski republiki.

## Prebivalstvo
Sama občina je leta 2002 imela skupno 8,151 prebivalcev, od tega 4,376 moških in 3,775 žensk. Mestno prebivalstvo je skupno predstavljalo 30,23 odstotka prebivalstva. 

## Zgodovina
El Llano je občina postal 2. julija 1974 z objavo 3208. zakona. Pred tem je bil del Comendadorja.

## Gospodarstvo
Glavna gospodarska dejavnost v občini je kmetijstvo.